# Comuna Rojnivka, Icinea
Rojnivka (în ucraineană Рожнівка) este o comună în raionul Icinea, regiunea Cernihiv, Ucraina, formată din satele Dovbni, Maksîmivka și Rojnivka (reședința).

## Demografie
Componența lingvistică a comunei Rojnivka
     Ucraineană (99,19%)
     Alte limbi (0,81%)
Conform recensământului din 2001, majoritatea populației comunei Rojnivka era vorbitoare de ucraineană (99,19%), existând în minoritate și vorbitori de alte limbi.